# Bison (Dakota del Sud)
Bison és una població dels Estats Units a l'estat de Dakota del Sud. Segons el cens del 2000 tenia 373 habitants.

## Demografia
Segons el cens del 2000, Bison tenia 373 habitants, 177 habitatges, i 109 famílies. La densitat de població era de 144 habitants per km².
Dels 177 habitatges en un 24,9% hi vivien nens de menys de 18 anys, en un 52,5% hi vivien parelles casades, en un 5,6% dones solteres, i en un 38,4% no eren unitats familiars. En el 38,4% dels habitatges hi vivien persones soles el 18,6% de les quals corresponia a persones de 65 anys o més que vivien soles. El nombre mitjà de persones vivint en cada habitatge era de 2,11 i el nombre mitjà de persones que vivien en cada família era de 2,78.
Per edats la població es repartia de la següent manera: un 22,3% tenia menys de 18 anys, un 5,9% entre 18 i 24, un 20,6% entre 25 i 44, un 26,3% de 45 a 60 i un 24,9% 65 anys o més.
L'edat mediana era de 45 anys. Per cada 100 dones de 18 o més anys hi havia 95,9 homes.
La renda mediana per habitatge era de 30.000 $ i la renda mediana per família de 41.250 $. Els homes tenien una renda mediana de 28.594 $ mentre que les dones 17.386 $. La renda per capita de la població era de 19.856 $. Entorn del 4,5% de les famílies i el 12,6% de la població estaven per davall del llindar de pobresa.

## Poblacions més properes
El següent diagrama mostra les poblacions més properes.